# アルブレヒト・フォン・ローン
アルブレヒト・テオドール・エミール・フォン・ローン伯爵（Albrecht Theodor Emil Graf von Roon, 1803年4月30日 - 1879年2月23日）は、プロイセン及びドイツの貴族、軍人、政治家。ドイツ統一時代に活躍したプロイセンの陸軍大臣。爵位は伯爵で最終階級は陸軍元帥。
プロイセン陸軍大臣（在職1859年-1873年）として国王ヴィルヘルム1世の軍制改革を任せられていた。オットー・フォン・ビスマルクを宰相に据え、軍制改革を断行してドイツ統一に関わる3つの戦争の勝利に貢献した。1873年には一時的にプロイセン首相も務めた。軍人としての最終階級は1873年1月元帥。

## 概要
プロイセン王国東部の土地貴族（ユンカー）の出身。陸軍幼年士官学校を出て、1821年にプロイセン陸軍に入隊。陸軍大学を経て1836年に参謀本部に配属され、参謀将校としてキャリアを積んだ。1848年革命のバーデン大公国での反乱の鎮圧に従軍した際、鎮圧軍総司令官の皇太弟ヴィルヘルム王子（1861年にプロイセン王に即位してヴィルヘルム1世となる）の目にとまって彼の側近となった（→前半生）。
ヴィルヘルム王子より軍制改革案の立案を任せられ、自由主義・民主主義・ナショナリズム的な要素が強いラントヴェーアを後備軍にして弱体化させつつ、正規軍の現役兵役3年制を維持し、徴兵数を増加させる内容の軍制改革案を作成した（→軍制改革）。
ヴィルヘルム王子が摂政となった後の1859年に陸軍大臣に任じられる（→陸軍大臣就任）。軍制改革予算案を承認させるべく衆議院と折衝を図ったが、自由主義者が多数派を占める衆議院は拒否した。衆議院に対する軍事クーデタを主張するエドヴィン・フォン・マントイフェル軍事内局局長に反対し、憲法体制を破壊せずに軍制改革を断行する道を模索した（→衆議院との折衝、衆議院との関係が緊迫）。
小ドイツ主義統一を掲げて自由主義者の懐柔を図りつつ、自由主義者の協力が得られない時には強引な憲法解釈（隙間説）で無予算統治を行う覚悟のあるオットー・フォン・ビスマルクを支持し、1862年、国王ヴィルヘルム1世に彼を宰相に任命させた。ビスマルクの無予算統治によってローンは軍制改革を断行することが可能となった（→ビスマルクを宰相に据える）。
1864年の対デンマーク戦ではビスマルクとともにデュッペル要塞攻撃を支持し、参謀総長モルトケと対立した。またデンマーク戦後には親墺派のマントイフェル軍事内局局長を左遷に追いやった（→対デンマーク戦争とマントイフェルとの対立）。1866年の普墺戦争や1870年の普仏戦争でもしばしば軍事上の問題でモルトケと対立した（→普墺戦争と普仏戦争）。
ドイツ帝国樹立後の1873年に一時的にビスマルクからプロイセン宰相職を譲られたが（ドイツ帝国宰相職は引き続きビスマルクが在職）、鉄道協会設立の経費をめぐる疑惑の追及を受けて失脚し、すべての役職を辞して引退することとなった（→プロイセン宰相）。

ローンの軍制改革が三度のドイツ統一戦争の勝利に貢献したといえるため、ヴィルヘルム1世は「ローンが剣を研いで準備し、モルトケがこの剣を振るい、ビスマルクは外交で他国の干渉を防いでプロイセンを今日の勝利に導いた」と評した（→ビスマルクやモルトケとの関係）。

## 生涯

### 前半生
プロイセン王国ポンメルン県のコルベルク（現ポーランド領コウォブジェク）に生まれる。
ローン家は歴史ある名門貴族というわけではなく、もともとはオランダのブルジョワだったと考えられている。プロイセン移住後に騎士領所有者（ユンカー）となった貧乏貴族の家系である。ローンの父もプロイセン軍将校だったが、ナポレオン戦争で戦死している。母もプロイセン軍人家庭の出身者であった。
ポンメルン地方の敬虔主義のサークルの中で育ち、1816年にクルムのプロイセン陸軍幼年士官学校に入学し、1821年に少尉としてコルベルクの歩兵連隊に配属された。1824年にベルリンのプロイセン陸軍大学に入学した。1826年に同大学を卒業するとベルリン陸軍幼年士官学校の教官となった。在任中『Militärische Landerbeschreibung von Europa』などいくつかの軍事地理学の本を著した。
1836年に大尉に昇進するとともに参謀本部に配属された。1842年に少佐に昇進するとともに陸軍大学の教官となる。1844年にフリードリヒ・カール王子（国王フリードリヒ・ヴィルヘルム4世の次弟カール王子の息子）の軍事教育係に任じられ、王室との縁故ができた。
1845年に第8軍団の参謀将校となる。ここには後の参謀総長ヘルムート・フォン・モルトケも参謀将校として配属されていた。1849年に第8軍団参謀長となる。第8軍団は、1849年のバーデン大公国の自由主義者の反乱鎮圧の際、鎮圧軍総司令官の皇太弟ヴィルヘルム王子（後のドイツ皇帝ヴィルヘルム1世）の指揮下で参戦し、ローンも従軍した。これがきっかけとなり、以降ローンはヴィルヘルム王子の取り巻きの一人となる。
1850年、中佐に昇進し、トルンに駐留する第33予備歩兵連隊連隊長に就任した。1851年には大佐に昇進し、連隊ごとケルンへ転属となった。ケルンはヴィルヘルム王子のコブレンツ宮殿に近かったため、以降頻繁にヴィルヘルムの引見を受けるようになった。
1856年に少将に昇進した。1858年6月25日に聖ヨハネ騎士団の騎士となる。その翌日にヴィルヘルム王子から軍制改革案の作成を命じられた。

### 軍制改革

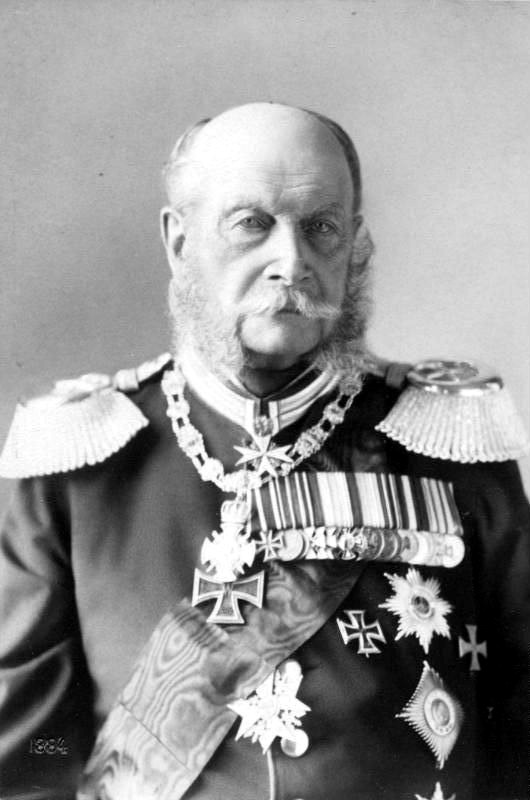
軍制改革を企図したヴィルヘルム1世。

当時のプロイセン軍では1814年制定の兵役法により20歳以上の男子に対して正規軍の現役兵役3年、予備役兵役2年が課されていた。また予備役終了後には1815年制定のラントヴェーア条例によって39歳までラントヴェーアの兵役に服することが義務付けられていた。ラントヴェーアには第1兵役(25歳から32歳まで)と第2兵役(32歳から39歳まで)があり、戦時には第1兵役は正規軍とともに野戦軍となり、第2兵役は後方の守備や兵站を担当すると定められていた。予備役とラントヴェーアの兵役は平時には一般の市民生活を送りながら定期的な軍事教練に参加し、戦時に動員される。正規軍とラントヴェーアはお互いに独立した軍隊だった。
しかし実際の運用面においては色々な問題があった。まず財政状況から正規軍の現役兵役3年が維持できておらず、2年もしくは2年半に減じられていた。また人口の増加（1817年に1000万人、1857年に1800万人）にもかかわらず、徴兵数は4万人で固定されたままだったため、多数の青年が徴兵から逃れていた。もし動員されるとなれば、徴兵されている者は39歳未満なら既婚者であってもラントヴェーアの兵役に就いて家族や仕事から離れねばならないので、その家族は救貧扶助を受けることになる可能性が高かった。一方で最も徴兵に適している結婚していない若者は徴兵されていなければ一般市民生活を送っていることになり、これは著しい不平等と考えられた。またそもそも年齢層が高めで既婚者が多いラントヴェーアは軍隊としての能力や士気を専門軍人から疑われていた。加えて思想面でも民主主義・ナショナリズム的要素が強かったため、絶対主義者であるヴィルヘルム王子はラントヴェーアに強い不信感を持っていた。
早急な軍制改革が必要と考えたヴィルヘルム王子は、1858年6月、ローンにその計画案の提出を求め、ローンは7月にそれを提出した。ローンの案は、ラントヴェーア第1兵役を正規軍の傘下（後備軍）にし、加えて3年兵役制維持と徴兵数の増加、陸軍幼年学校の増設などを柱としていた。
一方陸軍編成局に所属するクラウゼヴィッツ中佐（カール・フォン・クラウゼヴィッツ中将の甥）は、財政的に兵役3年制の維持は不可能なので兵役は2年とし、代わりに予備役の兵役を1年増やすべきとした。またラントヴェーアは独立した軍隊としつつも野戦軍ではなく要塞守備専門にすべきとした。この案は陸軍大臣フリードリヒ・フォン・ヴァルダーゼーに支持されて陸軍省案としてヴィルヘルム王子に提出された。
だがヴィルヘルム王子は現役兵役3年維持にこだわりがあり、ローン案を支持した。ヴィルヘルム王子は1858年10月9日に正式に摂政に任じられ、プロイセン王国の統治権を委ねられた。彼は早速オットー・テオドール・フォン・マントイフェル内閣を更迭し、自由主義的保守派によって構成される「新時代」内閣を誕生させた。陸軍大臣にはグスタフ・フォン・ボーニンを任じた。軍事リアリストとしての面を評価しての任命だったが、彼には自由主義的なところもあり、まもなくヴィルヘルム王子と対立することとなる。
1859年1月、ヴィルヘルム王子はボーニン陸相に「多額の予算が必要になったとしてもローン案の軍制改革を支持する」旨を通達した。しかしボーニンはラントヴェーアの独立性を奪いすぎる事は国民の軍への信頼を低下させると恐れていたためラントヴェーア改革については野戦軍から除外することのみに留めるべきと主張した。また財政面から考えて3年現役兵役制の維持は不可能であるから、形式的に兵役3年としつつ、冬期休暇制度を導入して実質的に兵役2年半にすべきと主張し、ヴィルヘルム王子の不興を買った。

### 陸軍大臣就任

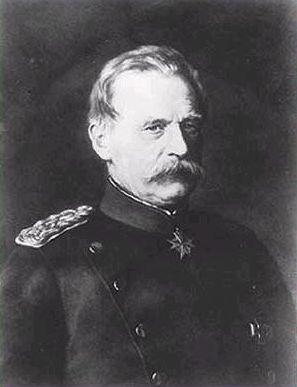
陸軍大臣アルブレヒト・フォン・ローン（グスタフ・グラーフ画）

折しもボーニン陸相は、ヴィルヘルム王子の軍事官房であるエドヴィン・フォン・マントイフェル軍事内局局長と人事権をめぐって対立を深めていた。ヴィルヘルム王子はマントイフェルの進言で1859年7月に勅令を出し、そのなかで人事や軍令について、国王と軍団長の間に陸軍大臣が介在することを拒否し、軍の人事権はあくまで国王（実質的にはその軍事官房たる軍事内局局長）にあることを確認した。これにより陸軍大臣は軍事予算に関する副署機能を残すのみとなった。
孤立無援となったボーニンは1859年11月28日に陸相を辞任した。その後任に選ばれたのがローンであった。陸軍大臣就任とともに中将に昇進している。
ローンは「新時代」内閣を牽制するために軍が内閣に打ち込んだ楔であり、閣僚たちの中では異質な存在だった。
なお1861年にはプロイセン海軍省が新設されたのに伴い、陸軍大臣（ローン）が海軍大臣を兼務している（1871年にプロイセン海軍がドイツ帝国海軍に改組されるまで在職する）。

### 衆議院との折衝
陸軍大臣となったローンは早速ヴィルヘルム王子の軍制改革（3年現役兵役維持、徴兵数増加、連隊新設、ラントヴェーア第1兵役の後備軍化、軍事予算増額）を推し進めようと図ったが、衆議院の自由主義勢力はドイツ統一のため軍拡の必要性は認めつつも、長い兵役は国民の経済的自由への侵害と看做しており、またラントヴェーア弱体化も軍隊から市民的な要素を奪い、王権を強化しようとするものと批判していた（プロイセン自由主義者には1848年革命以来「ラントヴェーア無くして憲法なし」という伝統があった）。そのため1860年1月12日に召集された衆議院の軍事委員会は軍制改革について徴兵数増加には賛成しつつ、3年兵役制とラントヴェーアの野戦軍からの分離、多額の経費には反対した。
ローンは軍制改革は国王の統帥権で当然に実施されるものとして、議会にはその予算問題のみ掛けることとし、陸軍大臣に900万ターレルの使用を認める暫定法案を議会に提出した。これに対して衆議院の自由主義者たちはこの金額では3年兵役制は実施できないし、短期間ごとに軍制改革予算を特別経費として議会が審議することを常態化するチャンスと考えた。またヴィルヘルム王子の軍制改革を拒否しすぎて彼を完全に保守陣営の側に追いやりたくはなかった。そうした意図から自由主義者たちが「軍制改革が最終的決着を見るまでの暫定的措置」として賛成に回ったことで暫定法は1860年5月15日の衆議院本会議においてほぼ満場一致で可決された。この財源を使ってローンは、ラントヴェーアの連隊をいくつか解散させる一方、正規軍の連隊数を増加させ、貴族の将校への道を更に広げた。
1861年1月2日に国王フリードリヒ・ヴィルヘルム4世が崩御し、ヴィルヘルム王子がヴィルヘルム1世としてプロイセン王に即位した。その後召集された衆議院は、第二次暫定法を可決したが、同時に「暫定法はあくまで暫定措置であり、軍制改革を継続するには兵役法の改正が必要である」とする見解も決議した。ラントヴェーアに関する改革は兵役法に反しており、これを統帥権の名の下に強行することは命令による法律の改正にあたるためである。それについてローンは「兵役法改正法案は提出するが、それは政府が自らに課した義務であり、議会に対して責任を負うものではないと理解している」と宣言して衆議院を牽制した。

### 衆議院との関係が緊迫
1861年11月と12月に行われた衆議院総選挙で、自由主義左派政党ドイツ進歩党が352議席中109議席を獲得した。他に自由主義右派が95議席、自由主義左翼中央派が52議席、カトリック派が54議席、ポーランド人派が23議席を獲得した。一方保守派はわずか15議席だった。一気に自由主義的になった衆議院は、国王ではなく議会に責任を負う内閣の誕生を要求するようになり、また政府の軍事法案の阻止を図るようになった。
ローンは、この選挙結果に動揺するヴィルヘルム1世や内閣に対して「もし国王が衆議院に譲歩するなら軍は国王に不信を抱かざるを得ない」と脅迫し、衆議院に対して断固たる姿勢をとることを求めた。これは軍事内局局長マントイフェルと同じ立場であるが、マントイフェルは衆議院に対してクーデタを起こそうとしていたのに対して、ローンはクーデタには反対していた。ローンは現行憲法の体制を破壊せず、小ドイツ主義統一を推し進め、自由主義者のナショナリズムの矜持を満足させることによって、自由主義者の革命を抑え込み、権威主義体制を守ることを考えていた。これと同じ考えの同志がオットー・フォン・ビスマルク（当時駐ロシア大使）であった。
自由主義者の増長を恐れたヴィルヘルム1世とローンは、1862年3月に衆議院を解散し、さらに「新時代」内閣の自由主義大臣たちを罷免した。その後ローンと蔵相アウグスト・フォン・デア・ハイト男爵を中心とするアドルフ・ツー・ホーエンローエ＝インゲルフィンゲン内閣を誕生させた。
しかし1862年4月と5月の解散総選挙の結果は政府にとってさらに壊滅的だった。保守派の議席は更に減って11議席になり、政府に協力的な態度をとった自由主義右派とカトリック派も大きく議席を落とした。一方で進歩党が135議席、中央左派が96議席を獲得して躍進した。政府と議会の協調は一層難しくなった。プロイセン王権の支柱は陸軍のみとなり、ローンが政府の中心となった。
1862年8月4日の衆議院予算委員会において委員である進歩党のカール・トヴェステン、中央左派のフリードリヒ・シュターヴェンハーゲン、ハインリヒ・フォン・ジイベルの三者は軍制改革の妥協案（現役兵役2年、軍事予算の一定の削減のみを条件として軍制改革予算案に賛成する）を提出した。
ここ至ってローンもこの妥協案で手を打つ決意をし、9月17日に衆議院本会議でその旨を発表した。その日の夜に行われた国王臨席の閣議で他の閣僚たちもローンの方針の支持を表明したが、最後に口を開いたヴィルヘルム1世は兵役3年を譲歩することは許さないとして無予算統治で軍制改革を断行するか、さもなければ自分は退位すると語った。この脅迫で閣議の流れはすっかり変わり、フォン・デア・ハイト蔵相らをのぞく、ほぼ全閣僚（ローンも含めて）がヴィルヘルム1世の無予算統治路線に賛同した。これを受けてローンは、9月18日の衆議院予算委員会で前日の妥協案の受け入れの意思表示を撤回すると宣言した。怒り狂った衆議院は、9月19日の本会議で妥協案を否決し、政府への徹底抗戦の構えを見せた。

### ビスマルクを宰相に据える

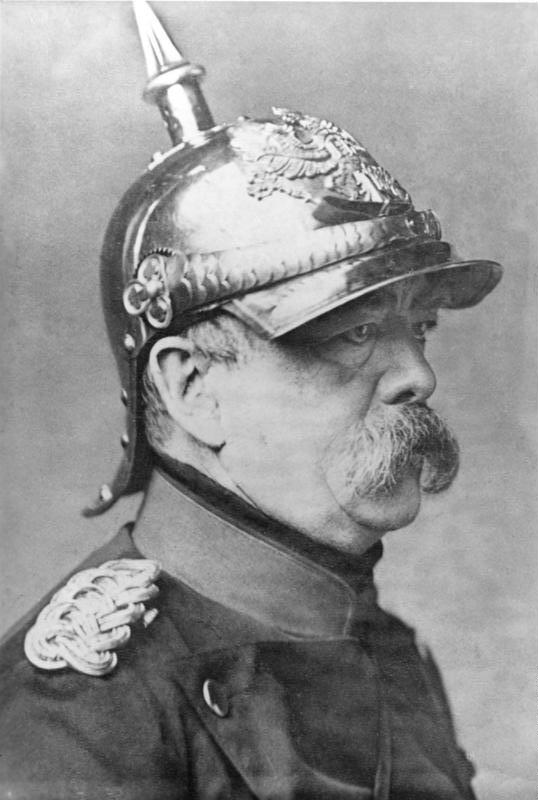
「鉄血宰相」オットー・フォン・ビスマルク

事実上内閣の取りまとめ役だったフォン・デア・ハイト蔵相は無予算統治に反対して辞職した。これによりホーエンローエ＝インゲルフィンゲン内閣は事実上崩壊した。
後任の宰相にオットー・フォン・ビスマルク（当時駐フランス大使）を据えようと考えたローンは、9月20日、パリのビスマルクに「遅延は危険（Periculum in mora）。急がれよ（Dépêchez-vous）」という電報を送った。この召集はローンの独断だった。9月22日にヴィルヘルム1世の引見を受けたビスマルクは、無予算統治を行ってでも軍制改革を断行する決意を表明した。これを聞いたヴィルヘルム1世はビスマルクを宰相に任じる決意を固めた。
宰相となったビスマルクは、自由主義者のナショナリズムを煽ろうとして、9月30日の衆議院予算委員会において鉄血演説を行ったが、自由主義者の反応は冷やかだった。ローンはこの演説を自分たちの目的に利するところがほとんどない「機知にとんだ無駄話」と評した。この後ビスマルクとローンは自由主義者への譲歩を決意し、正規軍現役兵役を職業軍人と徴集兵に分離して、後者を兵役2年とし、かつ補償金を支払えば兵役を逃れることができる制度を定めた兵役法案を衆議院に提出しようとしたが、マントイフェルの進言を受けたヴィルヘルム1世によって却下された。
自由主義者の取り込みに失敗したビスマルクは結局、空隙説という強引な憲法解釈を振りかざして無予算統治を開始した。これを違憲として批判する自由主義者との間に憲法闘争が撒き起こるが、ビスマルクとローンは小ドイツ主義統一を推し進めることによって自由主義者のドイツ・ナショナリズムを煽ることで解決を目指した。

### 対デンマーク戦争とマントイフェルとの対立

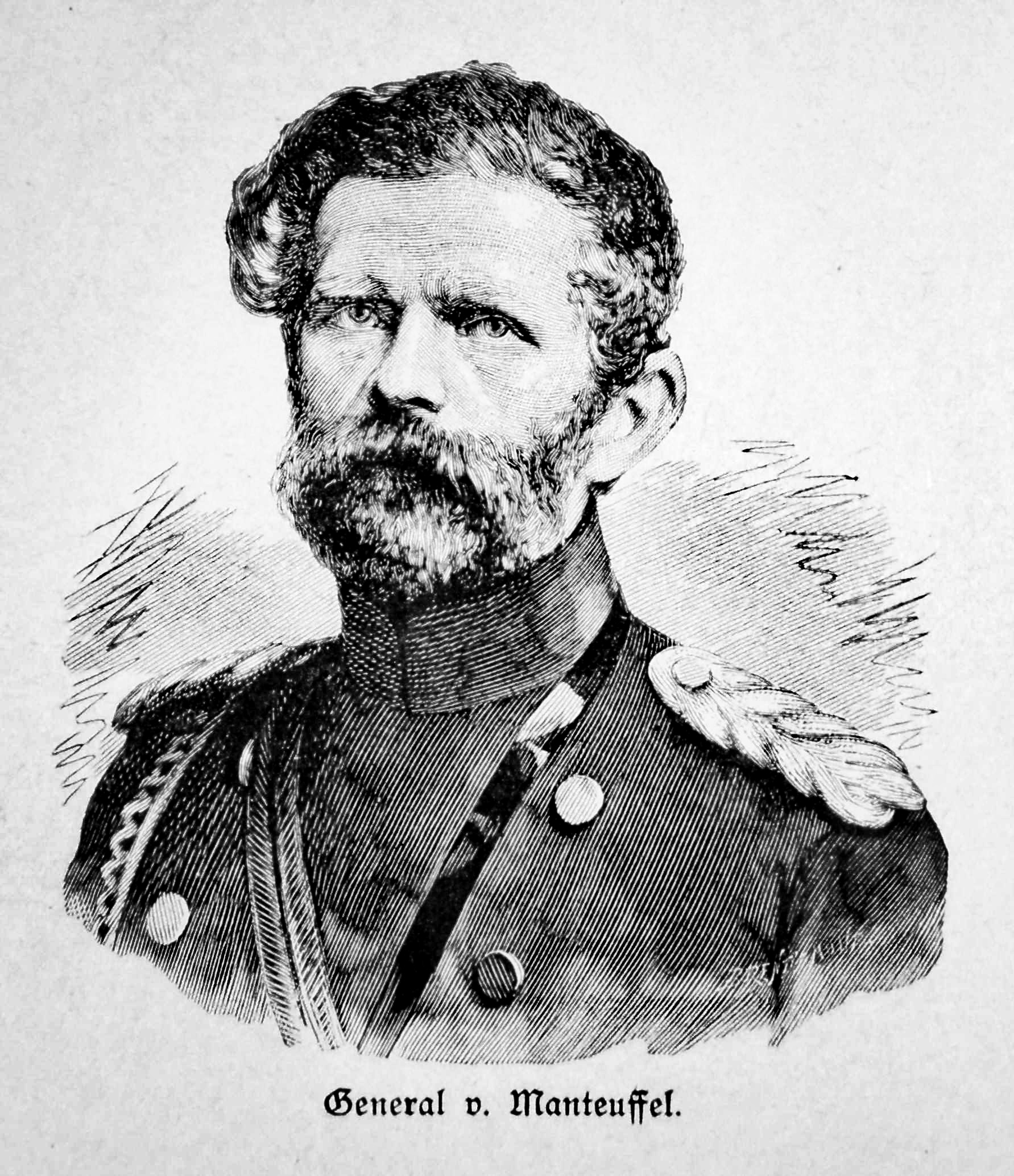
軍事内局局長エドヴィン・フォン・マントイフェル

小ドイツ主義統一のための最初の戦争が1864年のシュレースヴィヒ＝ホルシュタイン問題をめぐる対デンマーク戦争だった。デンマーク軍が立てこもるデュッペル要塞をめぐって参謀総長モルトケが犠牲が出過ぎるとして攻撃に反対したのに対して、ローンは、ビスマルクやマントイフェルとともに要塞攻撃を主張した。ローンとビスマルクはこの要塞を落とすことで話題性を作り、国内の憲法闘争を有利にしようと目論んでいた（一方マントイフェルは軍事クーデタヘ繋げようという意図だった）。
デュッペル要塞が陥落するとマントイフェルは「今や国内のデュッペル要塞が問題」と称して衆議院に対するクーデタを主張し始めた。また対デンマーク戦争勝利後、ビスマルクが小ドイツ主義統一の次なる標的としてオーストリア帝国への敵視政策をとるようになったことに反対し、オーストリアと反革命の連帯を結ぶことを主張した。加えて宰相と陸相の接近を国王の統帥権を弱めるものと看做して警戒し、ローンとビスマルクに対する対決姿勢を強めていった。
ローンとビスマルクは1865年5月ヴィルヘルム1世を説得してマントイフェルをシュレースヴィヒ総督に任じさせて中央から追放した。

### 普墺戦争と普仏戦争

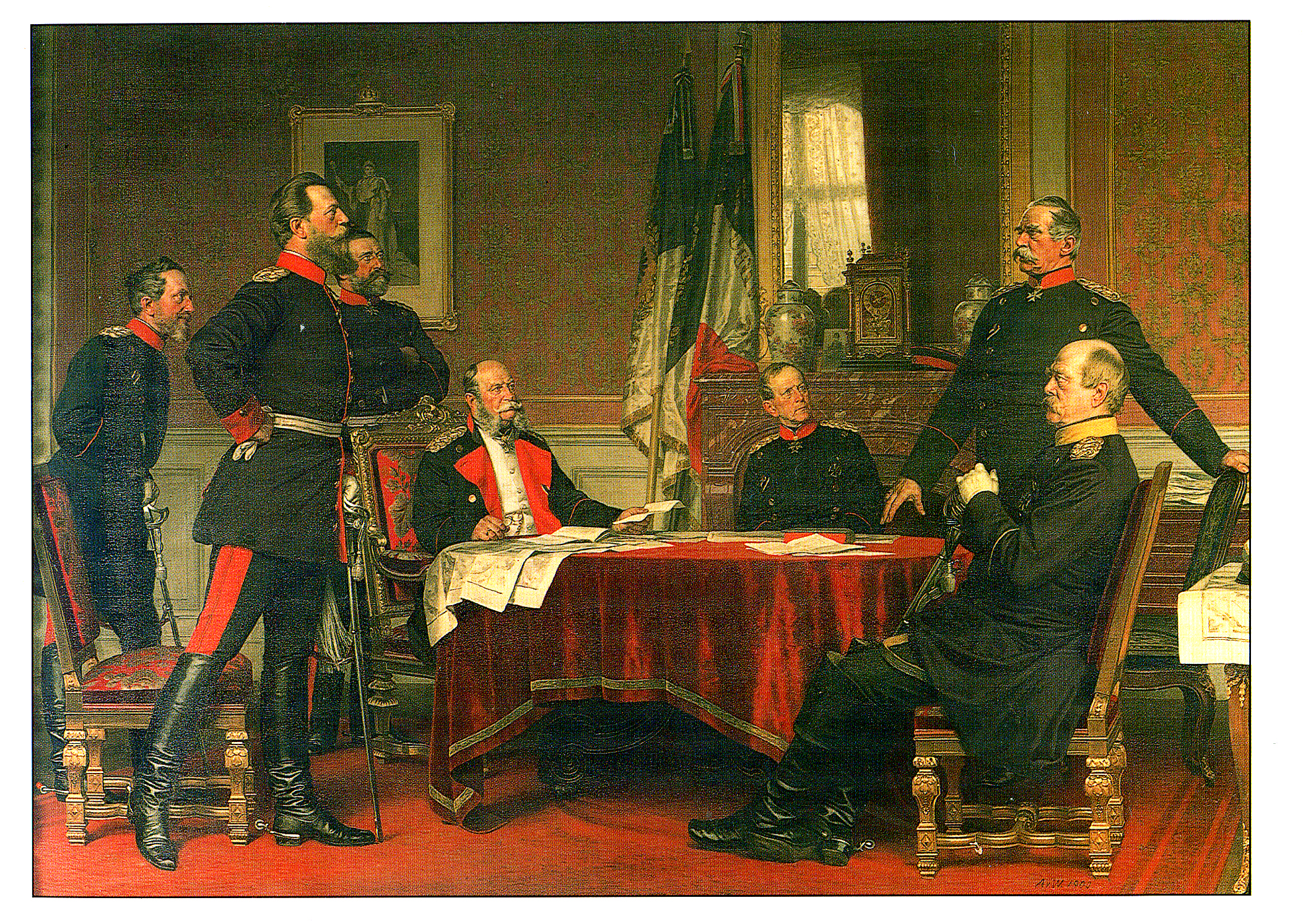
1870年、パリ包囲戦中にヴェルサイユに置かれた大本営を描いた絵画。右の起立している人物がローン。テーブルを囲う順に右隣から参謀総長モルトケ大将、国王ヴィルヘルム1世、皇太子フリードリヒ、宰相ビスマルク。

デンマークに勝利したプロイセンとオーストリアはシュレースヴィヒ＝ホルシュタインをめぐって対立を深めていき、1866年6月に普墺戦争が開戦した。ローンはこの戦争中に歩兵大将に昇進している。しかしローンの戦争指導への介入は限定的にならざるを得なかった。開戦直前の6月2日の勅令によって参謀総長モルトケに陸軍大臣に図らずとも全軍に命令を下せる権限が与えられたためである。
それでもなおローンはしばしばビスマルクと結託してモルトケと対立した。モルトケがオーストリア側に付いた南ドイツ諸国に対する戦線に投入予定の二個軍団をオーストリアとの主戦場へ移そうとしたことにローンとビスマルクは反対して、これを阻止した。また逆にローンとビスマルクがフランスを牽制するために一個軍団をライン川に置こうとした際にはモルトケがこれに反対して阻止している。
ケーニヒグレーツの戦いの勝利後のウィーンに進軍するか否かの論争においては、ローンは当初ウィーン進軍を主張するも、後にビスマルクやモルトケと同じく批判的になっていった。国王ヴィルヘルム1世はウィーン進軍にこだわっていたが、ビスマルクと皇太子フリードリヒがヴィルヘルム1世を説得した結果、ウィーン進軍は中止され、プロイセンはオーストリアと講和に入った。
普墺戦争の勝利でオーストリアはドイツから追放され、プロイセン国王を盟主とした北ドイツ連邦が樹立された。北ドイツ連邦宰相を兼務するようになったビスマルクは南ドイツ諸国との統一のため、フランスとの対立を煽るようになり、スペイン王位継承問題をめぐって1870年に普仏戦争が開戦した。この戦争でも指揮権は参謀総長モルトケが握っており、ローンはモルトケと対立を深めていった。近衛砲兵連隊長をしていたローンの次男はセダンの戦いで戦死している。パリ包囲戦中、パリ砲撃に反対したモルトケに対し、ローンとビスマルクは砲撃を主張した。最終的にはモルトケが折れてパリへの砲撃が行われることになり、パリはまもなく開城され、アドルフ・ティエール政府との間に休戦協定が締結された。
1871年に伯爵位を与えられた。

### プロイセン宰相
ドイツ帝国樹立以来、ドイツ帝国宰相とプロイセン宰相職を兼務していたビスマルクは、病気を理由に1872年12月20日にプロイセン宰相職のみ辞して、ローンをその後任にした。1873年1月1日にローンが正式にプロイセン宰相に任命され、同時に元帥位を与えられた。
この頃ビスマルクはユンカーの領主裁判権をはく奪する郡法案を可決させるべく、プロイセン貴族院に同法案に賛成する議員を押し込む「貴族院議員製造措置」を強行し、貴族院保守派から激しい反発を受けていた。陸相ローンも貴族院保守派に同調してビスマルクを批判していた。老齢で軍務経験しかないローンに宰相の職は務まらないと確信していたビスマルクは、ローンをあえて宰相にすることで、プロイセン衆議院選挙において保守派を大敗させ、保守派が再びビスマルクを支持せざるをえない状況を作り出そうと目論んでいたという。
しかしプロイセン衆議院選挙を待つまでもなく、ローンと保守派は大打撃を受けることになった。1873年1月14日、国民自由党の議員エドゥアルト・ラスカーがプロイセン衆議院においてプロイセン内閣首席参事官ヘルマン・ヴァーゲナーとプロイセン商務大臣ハインリヒ・フリードリヒ・フォン・イッツェンプリッツ伯爵による鉄道会社設立をめぐる不正を追及したのである。これに対するローンの対応は杜撰で、彼はヴァーゲナーを擁護し、ラスカーこそ汚職にまみれていると批判した。だがラスカーは2月7日のプロイセン衆議院において実名をあげて汚職組織を暴いていくことでローンを論破した。
ヴァーゲナーは辞職する羽目になり、ローンも7月には休暇に入り、11月には全ての公務から引退することを余儀なくされた。ちなみにローンの辞任直前にプロイセン衆議院選挙が行われ、保守派は惨敗した。したがってもしこのスキャンダルがなかったとしても結局ローンは辞職する羽目になったと考えられている。

### 死去
晩年には喘息に苦しめられた。1879年2月23日にベルリンにて死去。ゲルリッツ近郊、クロブニッツ城内にあるローン家の納骨堂に埋葬された。
- ベルリンのティーアガルテンにあるローン像
- ゲルリッツにあったローン像

## 人物

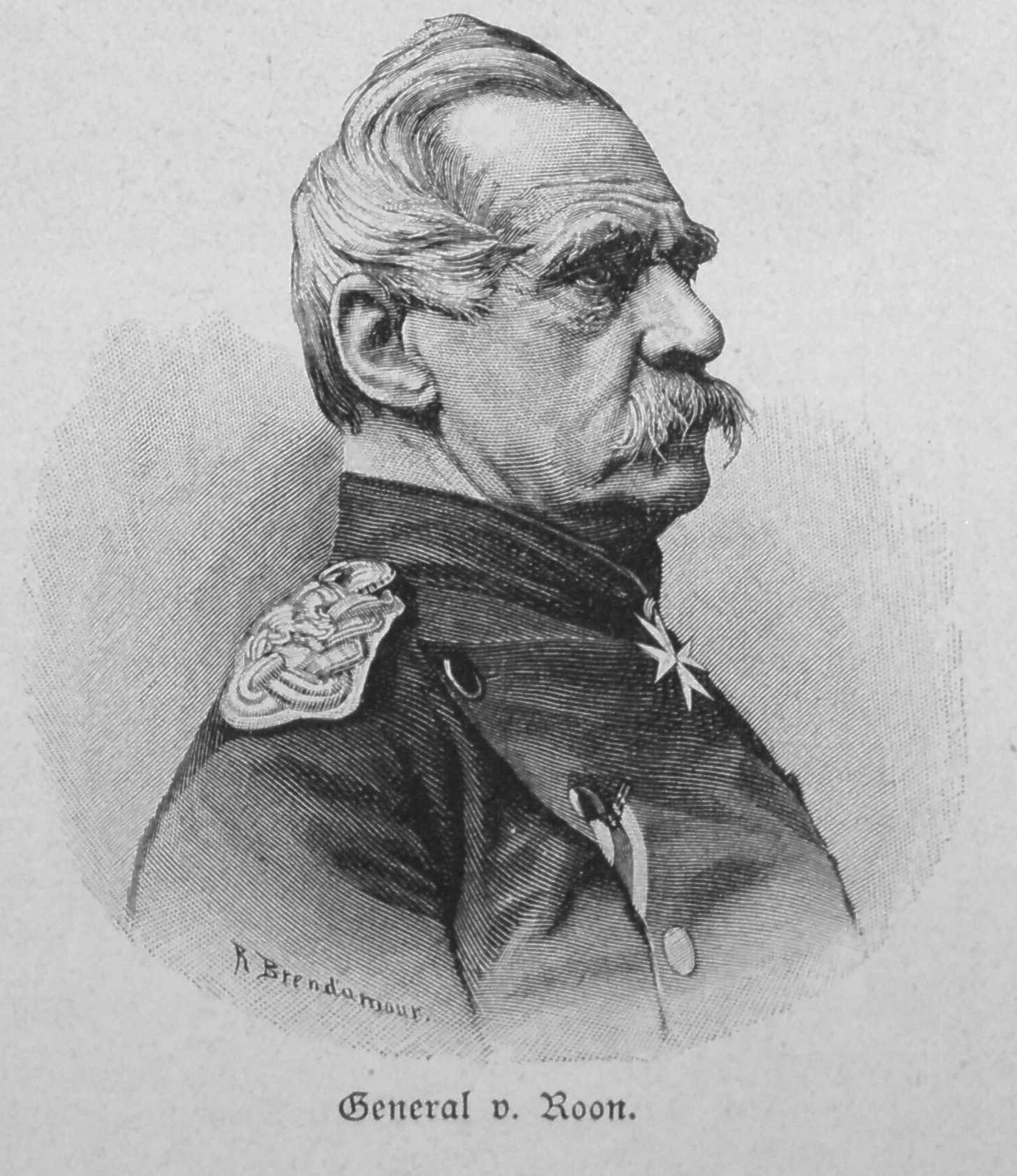
アルブレヒト・フォン・ローン

強固な君主主義者であり、反革命主義者であった。その点ではエドヴィン・フォン・マントイフェルら強硬保守と変わらないが、ローンはマントイフェルよりは柔軟性があった。共和政や民主主義、国民主権が阻止され、本質的にプロイセンの権威主義体制が守られるのであればブルジョワや自由主義勢力と手を組むことも厭わなかった。ローンは強硬保守の復古路線は逆に王権に危機をもたらすと考えており、はやくも1854年には強硬保守たちを批判している。
一方でローンの前任のボーニン陸相や週報党に代表される様な自由主義的保守ともまた違っていた。ローンの見るところ、彼らは自由主義的ブルジョワに追従しすぎであった。つまりローンは強硬保守と自由主義的保守の勢力の中間に位置する立場だった。これはビスマルクと同じ政治的立場であり、そのためローンはビスマルクに宰相の道を開いてやったのである。
ドイツ統一に貢献したローンだが、その保守性からプロイセン人の意識を強く持ち続けていた。そのため領邦中心主義者であり、領邦の独立性を奪い過ぎることには反対していた。内心では北ドイツ連邦やドイツ帝国の存在にも強く反発していたという。
気さくな性格で冗談好きだったという。ヴィルヘルム1世は「陸相と一緒にいると楽しくて不思議とくつろぐ」と評した。
親しい友人だったロベルト・ルーチウス・フォン・バルハウゼンは「ローンは厳格で義務感が強く誠実なプロイセン人の典型だった。彼は高度な知性に恵まれ、組織を作る偉大な才能、揺らぐことのない断固たる決意、意思の力を備えていた。振る舞いの点では、時として性急で困惑させられる事があったが、骨の髄まで純粋な人だった」と評している。

## ビスマルクやモルトケとの関係

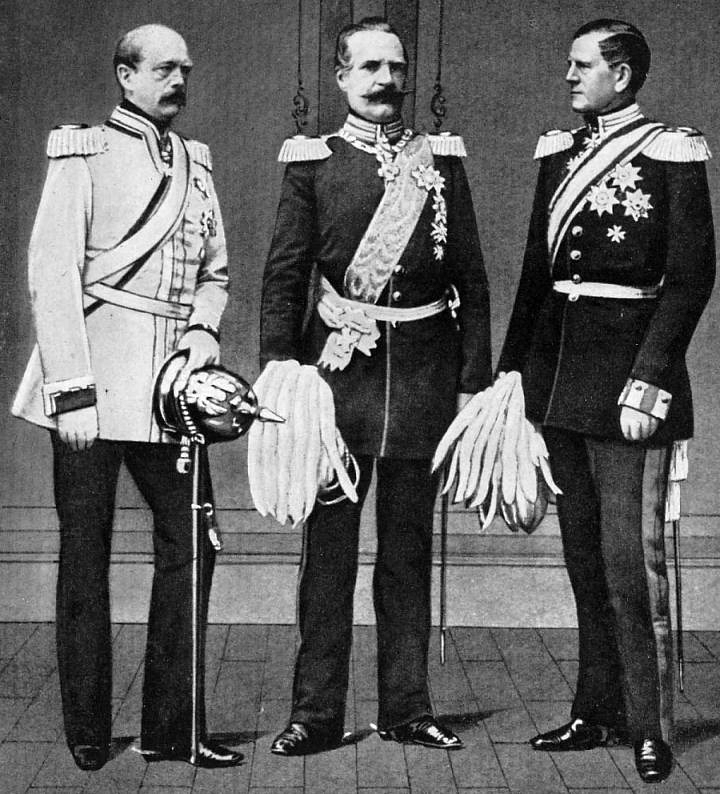
宰相ビスマルク（左）、陸相ローン（中央）、参謀総長モルトケ（右）。

ナポレオン3世を捕虜にしたセダンの戦いの戦勝祝賀パーティーでヴィルヘルム1世は「ローンが剣を研いで準備し、モルトケがこの剣を振るい、ビスマルクは外交で他国の干渉を防いでプロイセンを今日の勝利に導いた」と語った。その三人の中ではローンが最も地味な存在であるが、これはローンの業績が軍制改革という戦争の準備にあり、戦争が始まった後にはビスマルクの陰に隠れた存在となったことが原因である。
ビスマルクとは長きに渡って二人三脚を組んだが、彼に不安を感じることもあった。ローンは、ビスマルクについて「彼はどんな代価を支払ってでも踏みとどまろうとする。だが、目的を達成するための手段ときたら!目的によって手段は正当化されるのか。」とビスマルクの目的のためには手段を問わないやり方を否定的に語ったことがあった。またビスマルクが保守主義にほとんどこだわりを持っていないのではと疑う事もあり、甥のモーリッツ・フォン・ブランケンブルクに「ビスマルクは保守主義者とは保守的に、自由主義者とは自由主義的に語り合う」と嘆いたことがあった。
モルトケとの関係はよくなかった。モルトケはローンについて「悲観的すぎて、一緒に仕事しにくい人物」と思っていたという。